# Aureli d'Astúries
Aureli (Lleó, ca. 740 - 774) va ser rei d'Astúries de 768 a 774. Va ser escollit monarca per la nobles i el clergat asturians després de la mort del seu cosí, Fruela I, del qual probablement ordenaren el seu assassinat. Les cròniques sovint diuen que el seu regnat va ser pacífic, tot i que s'encarregà de sufocar diverses revoltes internes.

## Orígens familiars
Actualment s'accepta entre els historiadors que era fill de Fruela Pérez, és a dir, net del duc Pere de Cantàbria i nebot d'Alfons I d'Astúries, d'acord amb una afirmació dels Annals toledans III. No obstant això, la resta de les fonts històriques no col·laboren a l'hora de deduir la genealogia d'Aureli fins al punt de causar un important grau de confusió, atès que la terminologia que utilitzen es pot interpretar, segons el cas, com cosí, oncle o germà del seu antecessor, Fruela I.

## Ascens al tron
El seu cosí Fruela I d'Astúries s'enemistà durant el seu regnat tant amb l'estament eclesiàstic com amb l'aristocràtic, que segurament ordenà el seu assassinat el 768, i que escollí Aureli com a rei.
Quan va començar el seu mandat, en un moment de feblesa aparent de lideratge, es va produir una important rebel·lió de serfs. Mínguez vincula la revolta a la introducció de noves formes d'organització social i econòmica i d'explotació de la terra de l'aristocràcia fins aleshores alienes a la societat astur, que integraria no només els antics serfs sinó, també, de nous a partir de deportacions forçoses durant les campanyes d'Alfons I a la meseta i la zona del Duero. Aureli va reprimir amb duresa la rebel·lió, amb una energia que contrasta amb la resta del seu mandat, que les cròniques descriuen com pacífic i mancat d'accions. Hi ha la possibilitat que el cabdill hagués estat un important beneficiari de les campanyes d'Alfons I i tingués interessos com a terratinent.
D'altra banda, durant aquests anys segurament es començà a fer el trasllat de la capitalitat de Cangues d'Onís a Pravia, una localitat que potser, segons Mínguez, estava vinculada directament a Aureli com a terratinent. En qualsevol cas, el canvi de capital la va acabar duent a terme de forma definitiva el seu successor, Silo.

## Successió a la corona
Aureli I morí sense descendents i de mort natural a Llangréu, està enterrat a Samartín del Rei Aurelio, a Astúries. La corona llavors passà a Silo I, casat amb Adossenda d'Astúries, filla d'Alfons I.